# San Nullo (Catania)
San Nullo (Santu Nuddu in dialetto catanese) è un quartiere del comune di Catania, nella zona nord-ovest della città, il quale territorio è diviso fra la IV e il V Municipio.
Dal 2013, in seguito al ridimensionamento del numero delle Municipalità, sono confluite nella V Circoscrizione la VII (Nesima Superiore-Monte Po) e la VIII (San Leone-Rapisardi) Municipalità, mentre la IV è formata dalle ex V (San Giovanni Galermo) e VI (Trappeto-Cibali).

## Origini del nome
L'origine del nome di San Nullo è incerta, nessun santo cristiano corrisponde a questo nome; il toponimo potrebbe divenire da Santullo diminutivo di Santo (nome personale e cognome) o storpiando Sandullo (cognome del sud Italia) in Sannullo, successivamente abbreviandolo in San Nullo.
Altra probabile origine del toponimo potrebbe essere attribuita alla formula latina ecclesia nullius, letteralmente "chiesa di nessuno", ovvero quelle chiese particolari che governavano un territorio d'appartenenza formato da campi e villaggi, di solito rette da abbazie o monasteri benedettini, che non erano soggetti al vescovo ma tramite un abate, direttamente all'autorità pontificia. Dall'espressione latina, lingua utilizzata dai prelati e dai notabili, alla traduzione nel gergo popolare si può supporre la trasformazione in Chiesa di Nullo e successivamente credendola intitolata ad un santo Chiesa di San Nullo.
Altra ipotesi, sostenuta dalla professoressa Carmelina Naselli, è che il nome derivi dalla presenza di un pilone votivo in cui non si riconosceva più il santo raffigurato. I catanesi cominciarono a chiamarlo "santu Nuddu", poi italianizzato in San Nullo

## Geografia
Il territorio del quartiere si trova nell'estrema periferia occidentale di Catania; confina a ovest con la frazione Lineri e a nord-ovest con quella di Belsito, entrambe del Comune di Misterbianco, a nord-est con il quartiere Trappeto, a sud-est con il quartiere Cibali, dal quale è separato dalla Circonvallazione (che in questo tratto assume il nome di viale Fratelli Vivaldi), a sud con il quartiere Sacra Famiglia e a sud-ovest con il quartiere Nesima, dai quali anche qui la Circonvallazione (che in questa zona si chiama invece viale Lorenzo Bolano) fa da separazione.

## Storia e urbanistica
Da notizie frammentarie, che non permettono un'analisi sufficientemente approfondita sull'evoluzione del quartiere, si possono desumere tuttavia alcuni fatti, talvolta tipici del modus costruendi catanese, che di solito privilegia la costruzione degli edifici residenziali, senza preoccuparsi più di tanto dello spazio pubblico, così creando dei tessuti urbani poveri di funzionalità e dalla sterile vita sociale in totale o parziale contrasto con i dettami dell'architettura ed urbanistica moderna.
Estesa area rurale a ridosso della città, tra gli anni ottanta e novanta del XX secolo ha visto una massiccia edificazione in regime di Variante al P.R.G., attuando la legge 167/62 si produce un P.d.Z. (piano di zona) che favorisce l'insediamento di edilizia convenzionata agevolata/sovvenzionata, vengono costituite cooperative edilizie che attratte dal prezzo relativamente basso dei lotti messi in vendita dal Comune di Catania, costruiscono gli edifici residenziali di varia tipologia edilizia, condomini in linea, residence e case a schiera.

## Viabilità
L'abitato si sviluppa a ridosso della carreggiata nord della Circonvallazione di Catania e viene attraversato approssimativamente in direzione nord-sud dai due assi principali che hanno origine dal quartiere Cibali, la via San Nullo e la via Sebastiano Catania. Da queste si diramano varie strade secondarie che compongono il reticolo viario del quartiere: via San Giacomo, via Ota, via Quintino Cataudella, viale Benedetto Croce, via fiorita, via degli ulivi e via Santa Rosa da Lima; queste ultime due fungono da collegamento tra via San Nullo e viale Adriatico nel quartiere Trappeto.
Altro accesso è il nuovo viale Carmelo Florio che ha origine dalla rotonda della circonvallazione, strada di collegamento tra Nesima e San Nullo. Ulteriore accesso è costituito dalla via Claudio Arezzo che va in direzione della frazione misterbianchese di Lineri e la cittadella dello sport di Nesima superiore.

## Trasporti
Il quartiere è servito da due linee di bus urbani gestiti da AMT: 
- 702 p.zza Borsa-Cibali-San Nullo-parcheggio scambiatore Nesima
- 733 p.zza Borsa-Cibali-San Nullo-Trappeto

È stata inaugurata il 30 marzo 2017, la stazione sotterranea denominata San Nullo della metropolitana catanese, con accessi in viale A.Usodimare(circonvallazione urbana), in corrispondenza dell'incrocio con via Sebastiano Catania, serve l'omonimo quartiere e le propaggini settentrionali di Cibali. Sarà dotata di parcheggio scambiatore utile ai pendolari provenienti dai comuni a nord della città.

## Infrastrutture e servizi pubblici
- Ufficio postale, via Sebastiano Catania, 227;
- Tre plessi dell'Istituto comprensivo Francesco Petrarca[9], sede principale in via Giovanni Gioviale[10],11;
- Parco degli ulivi[11] di 3,8 ettari, con ingresso da via degli ulivi;
- Stazione dell'arma dei Carabinieri in via Luigi La Ferlita.

## Luoghi di culto
- Chiesa di San Michele Arcangelo, via Ota, 7.
- Chiesa di Santa Rosa da Lima, presso la Casa Generalizia delle Suore Domenicane del Sacro Cuore di Gesù, via San Nullo, 46